# Jacob Zeilin

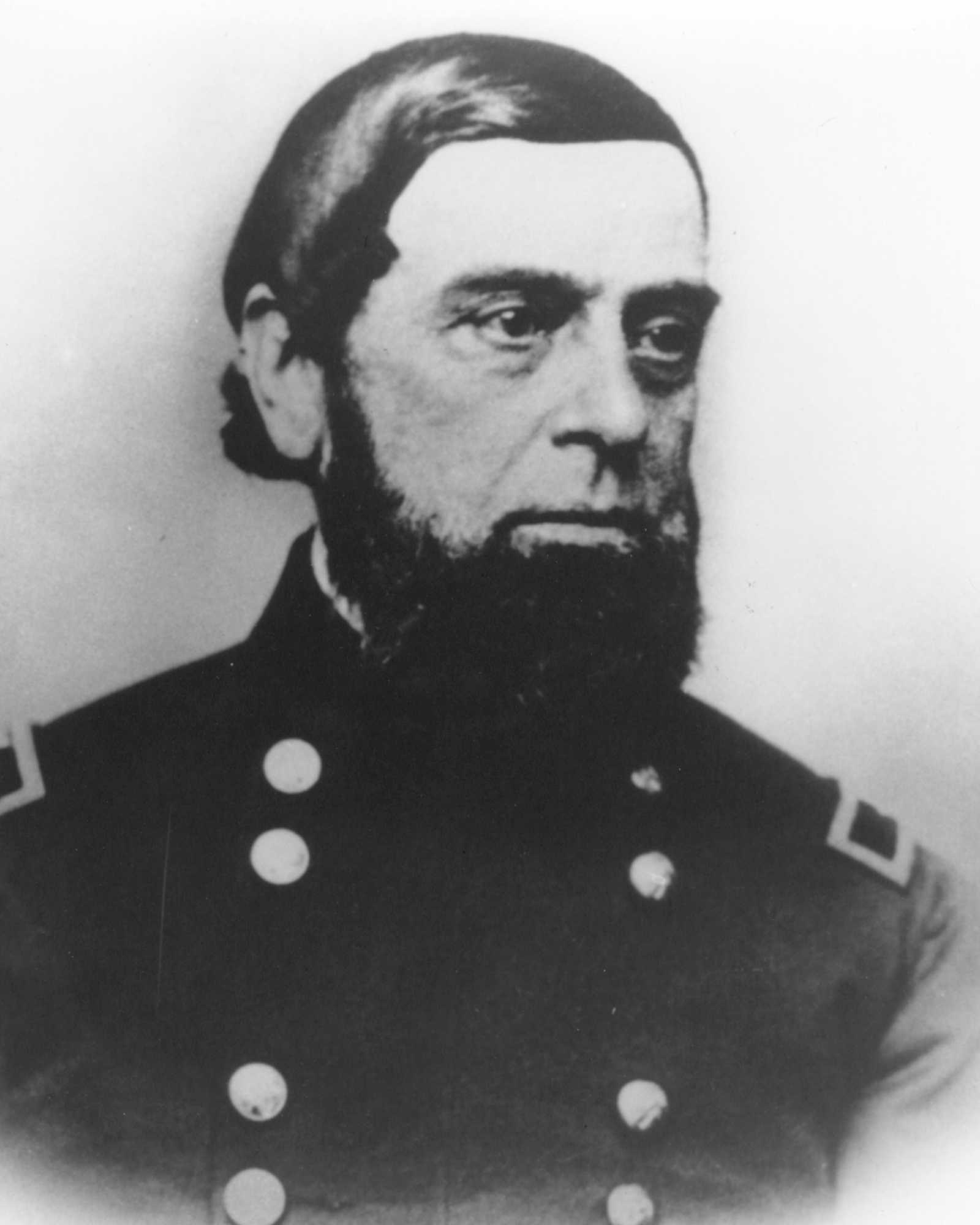
Jacob Zeilin, Brigegeneral und Commandant des U.S. Marine Corps

Jacob Zeilin (* 16. Juli 1806 in Philadelphia, Pennsylvania; † 18. November 1880 in Washington, D.C.) war der siebte Commandant des U.S. Marine Corps und der erste Kommandeur der Einheit, der den Rang eines Generals innehatte.

## Leben
Zeilin wurde am 16. Juli 1806 in Philadelphia geboren und besuchte von seinem 16. bis 19. Lebensjahr (1822 bis 1825) die Militärakademie in West Point. Wegen schlechter Leistungen in Physik und Chemie erreichte er nicht den Abschluss.
Er heiratete am 22. Oktober 1845 Virginia Freeman. Das Ehepaar hatte drei Kinder. Zeilins Sohn William starb als junger Offizier des Corps kurz vor seinem eigenen Tod im Jahr 1880 im Alter von 28 Jahren. Tochter Margaret heiratete einen Marineoffizier und Tochter Anne einen Sohn von Senator John P. Stockton.
Nach seinem Ausscheiden aus dem aktiven Dienst gehörte Zeilin der Pennsylvania Kommandantur des militärischen Ordens der Loyal Legion of the United States, einer Vereinigung früherer Offiziere der amerikanischen Streitkräfte, an.

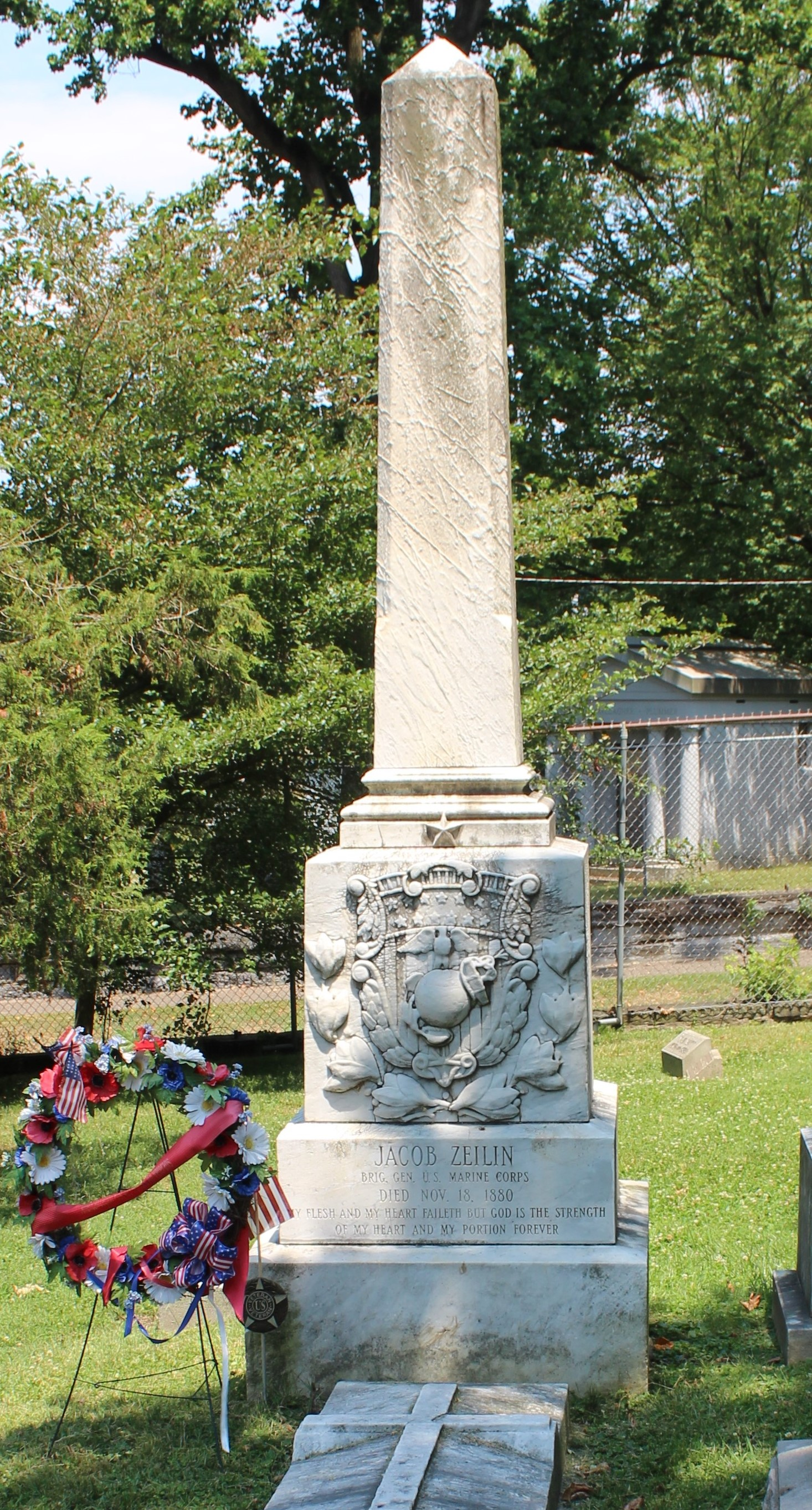
Jacob Zeilin Gedenkstein auf dem Laurel Hill Friedhof, Philadelphia

Am 18. November 1880 starb Zeilin in Washington, D.C. Er wurde auf dem Laurel Hill Friedhof in Philadelphia bestattet.

## Militärischer Werdegang
Zeilin wurde am 1. Oktober 1831 zum Leutnant des Marine Corps ernannt („commissioned“). Nach dem Grundlehrgang für Offiziere in Washington wurde er in den Marines Kasernen in Philadelphia und Gosport, Virginia stationiert. Sein erster Einsatz an Bord erfolgte im März 1832 auf der Sloop USS Erie. Es schloss sich eine Verwendung in Charlestown (Boston), Massachusetts an. Im August 1834 ging er erneut auf USS Erie, die für mehr als drei Jahre eine lange und ereignisreiche Reise antrat. Am 12. September 1836 wurde Zeilin zum Oberleutnant (first lieutenant) befördert.
Von September 1837 bis April 1841 war Zeilin zurück in Charlestown und New York. Im Februar 1842 folgte wieder ein Einsatz auf See. Er ging an Bord des Linienschiffs USS Columbus. Die Reise führte ihn für mehrere Monate in den Marines Stützpunkt in Brasilien. Nach weiteren Landverwendungen von 1842 bis 1845 an der amerikanischen Ostküste wurde er auf die Fregatte USS Congress, die Teil des Pazifik-Geschwaders war, beordert.
Im Mexikanisch-Amerikanischen Krieg (1846 bis 1848) kommandierte Zeilin die Marines Abteilung an Bord der USS Congress, die zum Geschwader unter Kommando von Kommodore Robert F. Stockton gehörte. Er nahm an der Eroberung von Kalifornien teil und erhielt für seine Verdienste bei der Überquerung des San Gabriel Flusses am 9. Januar 1847 den Rang eines Majors ehrenhalber. Er war auch Teilnehmer der Schlacht von La Mesa.
Am 28. Januar 1847 wurde Zeilin das militärische Kommando über San Diego gegeben und er diente in dieser Funktion bis zum Abschluss der Eroberung von Kalifornien. Seine Beförderung zum (ordentlichen) Hauptmann erfolgte am 14. September 1847. In den nächsten Monaten war Zeilin mit den Marines des Pazifik-Geschwaders daran beteiligt, die wichtigen Häfen im Süden Kaliforniens und an der Westküste Mexikos einzunehmen. Im September 1847 war er bei den Truppen, die Guaymas nahmen. Für den Rest des Krieges war Mazatlán das Zentrum seiner Aktivitäten und er hatte einige Gefechte mit mexikanischen Truppen zu bestehen.
Das Kriegsende bedeutete für Zeilin die Rückkehr an die Ostküste, wo er in Norfolk und New York eingesetzt wurde. 1852 wurde er ausgewählt, um unter Kommodore Matthew C. Perry als Kommandeur des Marines seines Verbands an der bekannten Unternehmung der sogenannten Schwarzen Schiffe nach Japan teilzunehmen. An Bord USS Mississippi eingeschifft war er der zweite Mann, der bei der eigentlichen Landung der Marinekräfte am 14. Juli 1853 bei Kurihama, Yokosuka den Fuß an Land setzte.
Aus Japan zurück wurde Zeilin zunächst in Norfolk stationiert. Es folgte das Kommando über die Marines Kaserne der Washington Navy Yard. Anschließend folgte eine Verwendung auf der Fregatte USS Wabash mit Einsatzgebiet im Mittelmeer („European Station“) bis 1859.
In der Anfangsphase des amerikanischen Bürgerkriegs (1861 bis 1865) war Zeilin Kommandeur der Marines Kasernen zunächst in Philadelphia, dann in Washington D.C. Er wurde zum (ordentlichen) Dienstgrad eines Majors befördert und nahm am 21. Juli 1861 als Kompanieführer an dem ersten Gefecht vom Bull Run teil, wobei er leicht verwundet wurde.

Emblem des United States Marine Corps

Im Jahr 1863 erhielt er das Kommando über ein Bataillon Marines und wurde zur Unterstützung der Marineoperation auf Charleston, South Carolina beordert. Nach einem weiteren Einsatz an Bord (Blockade-Geschwader im Südaltlantik) übernahm er 1864 das Kommando über die Marines Kaserne in Portsmouth, New Hampshire.
Am 10. Juni 1864 wurde Zeilin mit Beförderung zum Oberst Commandant des Marine Corps. In Anerkennung seiner Leistungen folgte am 2. März 1867 seine Beförderung zum Brigadegeneral, womit erstmals ein Offizier dieses Dienstgrads Befehlshaber des Corps wurde.
Im Jahr 1868 genehmigte Zeilin das Design „Eagle, Globe and Anchor“ als Emblem des Marine Corps. Es ersetzte das bisherige Abzeichen, das ein Signalhorn mit dem Buchstaben „M“ in der Mitte gezeigt hatte.
Zeilin ging am 1. November 1876 nach mehr als 45 Dienstjahren in den Ruhestand.

## Erinnerung
Zu Zeilins Ehren wurden nach ihm benannt:
- Zwei Schiffe der United States Navy: Der Zerstörer USS Zeilin (DD-313) im Jahr 1920 und das Transportschiff USS Zeilin (AP-9) im Jahr 1942.
- Die Zeilin Road in der Marine Corps Base Quantico in Virginia.
- Die Zeilin Street in dem Marine Corps Base Camp Pendleton in Kalifornien.